# Vocal rótica

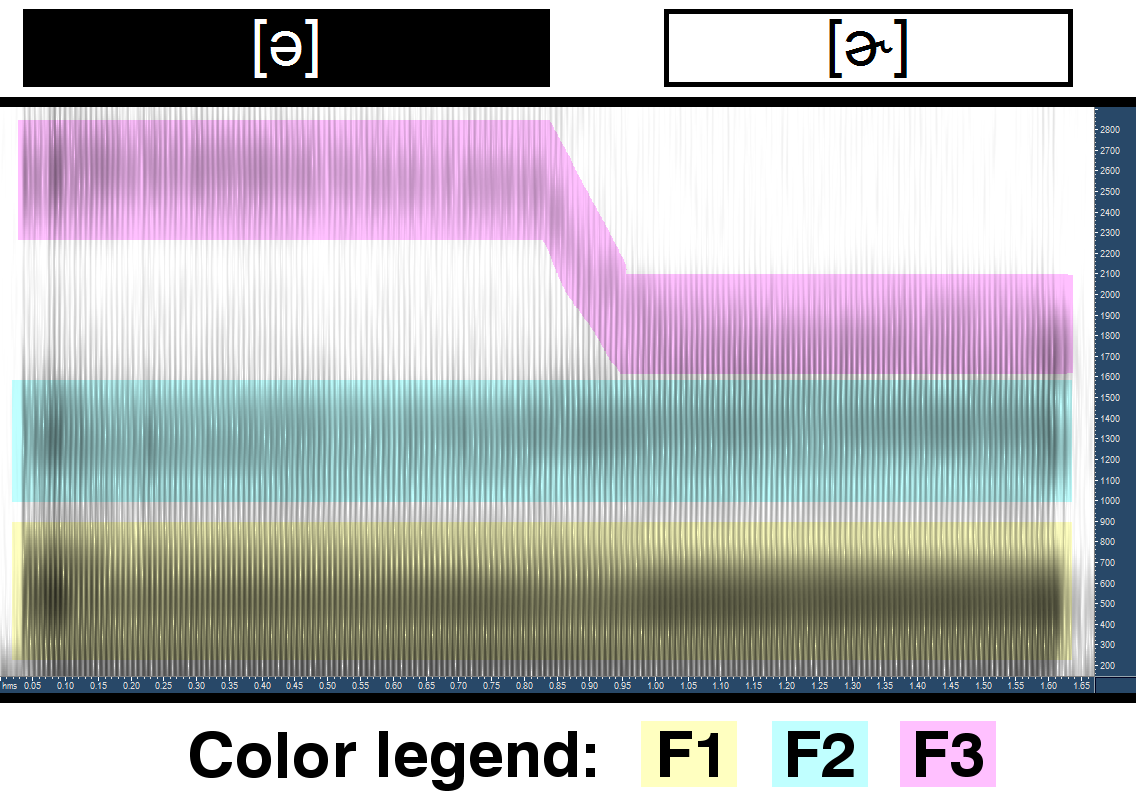
Espectrograma de /[ə]/ y /[ɚ]/

En fonética, una vocal rótica o (también llamada R vocálica, vocal rotizada o vocal retrofleja) es una vocal que es modificada de una manera que resulta en una disminución en la frecuencia de la tercera formante. Las vocales róticas pueden ser articuladas de diversas formas, la punta o el filo de la lengua pueden ser levantados durante alguna parte de la articulación de la vocal (una articulación retrofleja), o el dorso de la lengua puede ser abultado. Además, el tracto vocal a menudo puede ser constreñido en la región de la epiglotis.
Las vocales róticas son raras, ocurren en menos del uno por ciento de los idiomas del mundo; sin embargo, se producen en tres de las variedades más hablados: inglés canadiense, inglés estadounidense, chino mandarín y francés del Quebec. En ambas variedades del inglés norteamericano, se encuentran en palabras tales como butter, nurse, color y, para algunos hablantes, start. También ocurren en algunas variantes del neerlandés, de Francés Canadiense, de portugués brasileño, y de danés (algunos dialectos de juto). También pueden ocurrir en unas pocas de las lenguas indígenas de Las Américas.

## Notación
En el AFI, una vocal rótica se indica con un signo diacrítico de gancho ⟨ ˞ ⟩ situado a la derecha del símbolo regular de la vocal. Por ejemplo, el símbolo de AFI para schwa es ə, mientras que el símbolo AFI para una schwa rótica es ⟨ɚ⟩. Similarmente, el símbolo AFI para la vocal semiabierta central no redondeada es ⟨ɜ⟩, mientras que el símbolo para una vocal semiabierta central no redondeada rótica es ⟨ɝ⟩. Estos signos diacríticos "⟨ɝ⟩ o ⟨ɚ⟩" fueron creados por John Samuel Kenyon. ⟨ɚ⟩ y ⟨ɝ⟩ fueron propuestos como símbolos dentro de AFI por los editores de American Speech en 1939 para distinguirlos de [əɹ]

## En inglés
Los vocales róticas del general americano se pueden escribir con dígrafos "vocal-r":
[ɝ] acentuada: hearse, assert, mirth, work, turkey, myrtle
[ɚ] no acentuada: standard, dinner, Lincolnshire, editor, measure, martyr
[ɑ˞] acentuada: start, car
[ɔ˞] acentuada: north, war
En palabras tales como start, muchos hablantes tienen articulación rótica solo al final de la vocal, en lugar de una articulación simultánea modificando toda la vocal. Esto se puede representar en AFI mediante el uso de una sucesión de dos símbolos tales como [ɑɚ] o [ɑɹ], en lugar de el símbolo unitario [ɑ˞].

### En canto
La omisión o debilitamiento de las vocales róticas al cantar tradicionalmente ha sido casi universal y una parte estándar del entrenamiento vocal, pero en la actualidad hay numerosas excepciones, incluyendo a muchos cantantes irlandeses y muchos intérpretes de música country, aunque esto no es universal. En algunos casos particulares, una vocal + /r/ se pronuncia más bien como dos sílabas: una vocal no rótica seguida de una /r/ silábica.

## En chino mandarín
En mandarín, el final rótizado de algunas palabras es la forma primordial para discernir entre los hablantes de mandarín estándar del Norte (mandarín de Pekín) y del mandarín del sudoeste con los de otras formas de mandarín en China. Hablantes de mandarín llaman a este fenómeno erhua. En muchas palabras el sufijo '-r' (en chino tradicional, 兒; en chino simplificado, 儿) se añade para indicar algunos cambios de significado. Si la palabra termina en una velar nasal (ng), la consonante final se pierde y la vocal es nasalizada. Las principales ciudades que tienen esta forma de terminación rótizada incluyen Pekín, Tianjin, Tangshan, Shenyang, Changchun, Jilin, Harbin y Qiqihar. Esto se ha extendido a otras capitales de provincia cuya habla no es el mandarín estándar, como Shijiazhuang, Jinan, Xi'an, Chongqing, y Chengdu.
En acentos róticos del mandarín estándar, tales como los de Pekín, Tianjin, la mayor parte de la provincia de Hebei (por ejemplo, Tangshan, Baoding, Chengde), en el este de Mongolia Interior (por ejemplo, Chifeng, Hailar), y en el noreste, la r vocálica ocurre como un marcador diminutivo de los sustantivos (pinyin, ér) y la partícula de aspecto perfectivo (en chino, 了; pinyin, le). Esto también ocurre en las sílabas centrales de palabras compuestas que constan de 3 o más sílabas. Por ejemplo, el famoso restaurante Go Believe (狗不理) en Tianjin se pronuncia como 'Gourbli' (Gǒu(r)bùlǐ → Gǒurblǐ). 'No sé' (不知道 bùzhīdào) se pronuncia como 'burdao' (bù(r)zhīdào → bùrdào). La calle Dazhalan (大栅栏) en Pekín se pronuncia como 'Da-shi-lar' (Dàshànlàn(r) → Dàshílàr).

## En francés del Quebec
En francés del Quebec, la vocal /œ̃/ es pronunciada generalmente [œ̃˞] y las vocales róticas también se pronuncian en palabras extranjeras. Por ejemplo, la palabra hamburger puede ser pronunciada [ambɚɡɚ], la palabra soccer puede ser pronunciada [sɒkɚ].

## Otros ejemplos
En la década de 1930 el idioma drávida badaga tenía dos grados de roticidad entre cinco de sus vocales, pero son pocos los que mantienen la distinción al hablar hoy en día, y solo en uno o dos vocales. Un ejemplo es la palabra no rótica [be] ("boca"), la palabra poco rotizada ("medio retrofleja") [be˞] ("brazalete bangle"), y la palabra totalmente rotizada ("totalmente retrofleja") [be˞˞] ("cosecha").
El lenguaje álgico yurok muestra armonía vocálica rótica. Las vocales no altas /a/, /e/ y /o/ pueden convertirse en /ɚ/ en una palabra que tiene /ɚ/. Por ejemplo, la raíz /nahks-/ ('tres') se convierte en /nɚhks-/ en la palabra /nɚhksɚʔɚjɬ/ ("tres animales o aves").